# Allophorocera sajanica
Allophorocera sajanica là một loài ruồi trong họ Tachinidae.